# HAT-P-4 b
HAT-P-4 b — экзопланета, вращающаяся вокруг одной из звёзд широкой двойной HAT-P-4. Находится на расстоянии более чем 1000 световых лет от Земли в созвездии Волопаса. Планета была открыта транзитным методом 2 октября 2007 года. Это была четвёртая планета, открытая в рамках Проекта HATNet.
HAT-P-4 b относится к классу горячих Юпитеров. Отношение массы и радиуса планеты к массе и радиусу Юпитера составляет 68 % и 127 % соответственно. Планету также отличает низкая плотность, составляющая 41 % плотности воды.